# Józef Szajba
Józef Szajba (14 de janeiro de 1910 - 1945) foi um marinheiro polaco. Ele competiu nos 6 metros mistos nos Jogos Olímpicos de Verão de 1936. Szajba foi assassinado pelos nazis em 1945.